# Holín
Holín (en allemand : Holin) est une commune du district de Jičín, dans la région de Hradec Králové, en République tchèque. Sa population s'élevait à 599 habitants en 2022.

## Géographie
Holín se trouve à 4 km au nord-ouest de Jičín, à 45 km au nord-ouest de Hradec Králové et à 76 km au nord-est de Prague.
La commune est limitée par Libuň et Jinolice au nord, par Brada-Rybníček à l'est, par Jičín, Podhradí et Březina au sud, Ohaveč, Ostružno au sud-ouest, par Dolní Lochov, Samšina et Zámostí-Blata à l'ouest, et par Mladějov au nord-ouest.

## Histoire
La première mention écrite de la localité date de 1327.

## Administration
La commune se compose de quatre sections :
- Holín
- Horní Lochov
- Pařezská Lhota
- Prachov

## Transports
Par la route, Holín se trouve à 3 km de Jičín, à 52 km de Hradec Králové et à 92 km de Prague. 